# George Lyon

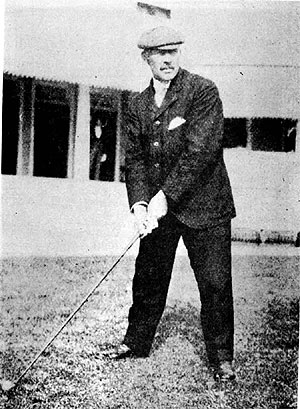
George Lyon obtuvo la medalla de oro en los Juegos Olímpicos de San Luis 1904.

George Seymour Lyon (27 de julio de 1858 Richmond Hill - 11 de mayo de 1938 Toronto) fue un jugador de golf profesional canadiense y campeón olímpico.
Jugó al golf hasta la edad de 37 años, ganó la medalla de oro olímpica en los Juegos Olímpicos de San Luis 1904. Él viajó a Londres para los Juegos Olímpicos de 1908 para defender sus medallas de oro, pero el formato de la competencia ha generado controversia debido a la competencia no tuvo lugar. En el campeonato de Canadian Amateur Championships, ganó siete veces.
George Lyon también fue un buen jugador de críquet.